# سفارة اليونان في بولندا
سفارة اليونان في بولندا هي أرفع تمثيل دبلوماسي لدولة اليونان لدى بولندا. تقع السفارة في وهي تهدف لتعزيز المصالح اليونانية في بولندا.

## وصلات خارجية
- الموقع الرسمي
- قائمة سفارات اليونان
- قائمة السفارات في بولندا